# Аболиција
Аболиција (лат. Abolere - уништити, затрти) представља ослобађање од кривичног гоњења лица за које постоји основана сумња да су починиоци кривичног дјела. Лице које је обухваћено аболицијом не може се кривично гонити чак и уколико постоји основ за кривично гоњење. 
Аболиција је појам изведен из аболиционистичког покрета у САД који се залагао за укидање ропства и дискриминације људи по разним основама. Данас се овај појам претежно односи на правни институт ублажавања или укидања неке казне или санкције. По законским прописима додјељује се само по службеној дужности, а не и по молби. У облике аболиције убрајају се амнестија и помиловање.
Аболиција такође представља и забрану претходног испитивања основа сумње да је лице починило кривично дјело и забрану његовог извођења пред суд. Уколико је кривични поступак против лица обухваћеног аболицијом претходно покренут, он се обуставља. Аболиција се може примијенити све док не буде донесена правоснажна судска одлука везано за кривицу и казну. Чак ни лице које је обухваћено аболицијом не може поднијети захтјев за покретање поступка против њега уколико би у томе имао свој интерес.

## Најчешћа примјена
У пракси овај поступак је веома риједак и најчешће се примјењује у случајевима политичких кривичних дјела, затим уколико је починилац дјела починио у далекој прошлости након чега је успјешно рехабилитован, примјењује се на дјела која су учињена под специфичним околностима и на дјела чији је починилац страни држављанин уколико постоје политички мотиви за забрану гоњења. 
Аболиција може бити и један од облика амнестије. 

## Позната лица на која је примијењена аболиција
- Џералд Форд је деветог септембра 1974. донио одлуку којом се на бившег предсједника Ричарда Никсона примјењује аболиција.

## Аболиција по земљама
- У позитивном праву Републике Србије за изрицање аболиције или помиловања надлежан је председник Републике.